# Kirschblütenradweg
Der Kirschblütenradweg „B12“ ist ein zirka 40 Kilometer langer Radrundweg im Burgenland. Er führt am Fuß des Leithagebirges und entlang des Neusiedler Sees von Purbach über die Ortschaften Winden, Jois, Breitenbrunn am Neusiedler See und Donnerskirchen zurück nach Purbach.
Die Strecke führt durch hügelige Weingärten und Obstwiesen und gewährt einen Ausblick über den See bis in die ungarische Tiefebene.
In Jois und Donnerskirchen hat der Fahrer die Möglichkeit, auf den Neusiedler-See-Radweg zu wechseln.
Die Bezeichnung als Kirschblütenradweg spielt auf die große Zahl weiß bis rosa blühender Bäume an, die den Weg zur Zeit der Kirschblüte (von Mitte April bis Mai) prägen.

## Sehenswertes entlang der Strecke
- historisches Kellerviertel in Purbach
- Bärenhöhle bei Winden
- Atelier und Skulpturen des Bildhauers Wander Bertoni in Winden
- Segelhafen in Jois
- Schilfgürtel des Neusiedler Sees ab Jois